# العلاقات الإسرائيلية الكوسوفية
تشير العلاقات بين إسرائيل وكوسوفو إلى العلاقات الثنائية بين إسرائيل وكوسوفو. أعلنت كوسوفو استقلالها عن صربيا في 17 فبراير 2008. وإتفقت إسرائيل وكوسوفو في 4 أيلول / سبتمبر 2020، كجزء من المفاوضات بشأن اتفاقيات التطبيع الاقتصادي بين كوسوفو وصربيا، على الاعتراف ببعضهما البعض. تم الإبلاغ في البداية أن الاعتراف المتبادل لم يدخل حيز التنفيذ بعد، وأن تلك النقطة، واعتراف إسرائيل بكوسوفو كان من المتوقع أن يتم الإعلان عنه رسميًا «في الأسابيع المقبلة». لكن في 21 سبتمبر، أكد سفير إسرائيل لدى صربيا، ياهيل فيلان، أن إسرائيل اعترفت بالفعل بكوسوفو في 4 سبتمبر 2020.

## العلاقات السياسية
كانت إسرائيل مترددة في الاعتراف باستقلال كوسوفو. ونقلت صحيفة «جيروزاليم بوست» عن مسؤول في وزارة الخارجية الإسرائيلية قوله في فبراير / شباط 2008:«"لم نقرر متى سنقرر، وبدلاً من ذلك سنراقب الأحداث وننظر في القضية"».
وفقًا لصحيفة «جيويش كرونيكل»، كان مسؤولو وزارة الخارجية والسياسيون يعربون بشكل خاص عن تعاطفهم العام مع قضية كوسوفو، ومع ذلك، فإن إسرائيل لم تعترف بكوسوفو. وقالت عضوة الكنيست روحاما أفراهام بليلا في شباط / فبراير 2008 إن «حكومة إسرائيل اتخذت في الوقت الحاضر قرارا بعدم الانضمام إلى مجموعة الدول التي اعترفت باستقلال كوسوفو». وقالت أيضا ان إسرائيل تعتبر الوضع «مقلقا للغاية».
في 28 أبريل 2009، قال آرثر كول، السفير الإسرائيلي في صربيا: «على الرغم من مرور أكثر من عام على إعلان كوسوفو الاستقلال من جانب واحد، لم يكن لدى إسرائيل أي نية للاعتراف بالإعلان، وأن "إسرائيل تسأل من وقت لآخر كيف أن هذا القرار صعب ولكن الحقيقة أن موقف إسرائيل لم يتغير طوال هذا الوقت. ينبغي لشعب وحكومة صربيا تقدير موقف إسرائيل، الذي يظهر أيضًا الصداقة بين الدولتين "».
في 16 سبتمبر 2009، قال وزير الخارجية الإسرائيلي أفيغدور ليبرمان إن إسرائيل «تراقب الوضع بين صربيا وكوسوفو» وأن إسرائيل تأمل في «حل شامل وسلمي حقًا» يتم إنشاؤه من خلال المفاوضات بين الدولتين المعنيتين. وقال ليبرمان أيضا إن إسرائيل ستكون قادرة على تحمل الضغط للاعتراف بكوسوفو لأن إسرائيل «تتعرض لضغوط منذ عام 1948 في العديد من القضايا ونعرف كيفية التعامل مع أي ضغط». قال وزير الداخلية الصربي إيفيكا داتشيتش، خلال زيارة لإسرائيل أواخر أكتوبر / تشرين الأول 2009، إن «المسؤولين الإسرائيليين أكدوا أن إسرائيل ستظل حازمة في موقفها [بشأن كوسوفو]».
في يونيو 2011، قال ليبرمان إن استقلال كوسوفو «قضية حساسة» وأن إسرائيل قد تعترف بكوسوفو بعد قبول دول أخرى مثل اليونان وإسبانيا.
في 4 سبتمبر 2020، وافقت دولة إسرائيل وجمهورية كوسوفو على إقامة علاقات دبلوماسية رسمية. نصت الوثيقة التي وقعتها كوسوفو على أنها وإسرائيل سوف تعترفان ببعضهما البعض. أشارت بعض التقارير الإعلامية إلى أن اعتراف إسرائيل بكوسوفو لم يكن ساري المفعول بعد وسيتم الإعلان عنه رسميًا «في الأسابيع المقبلة». ومع ذلك، في 21 سبتمبر، أكد سفير إسرائيل لدى صربيا، ياهيل فيلان، أن إسرائيل قد اعترفت بالفعل بكوسوفو في 4 سبتمبر 2020، قائلاً «"لا يوجد جدال حول إعتراف إسرائيل بكوسوفو من عدمه، لأن إسرائيل اعترفت بالفعل بكوسوفو في 4 سبتمبر"». بالإضافة إلى ذلك، ذكر رئيس الوزراء بنيامين نتنياهو أن «كوسوفو ستكون أول دولة ذات أغلبية مسلمة تفتح سفارة لها في القدس».